# Если сильно полюбишь
Если сильно полюбишь (тур. Ya Çok Seversen) — турецкий романтический комедийный телесериал производства Ay Yapım, первая серия которого вышла в эфир 6 июля 2023 года на телеканале «Kanal D». Режиссёрами первых семи серий выступили Али Бильгин и Бесте Султан Касапогуллары, а последних шести — Али Балджи; автором истории и сценария — Кюбра Сюлюн. Главные роли исполнили Керем Бюрсин и Хафсанур Санджактутан. Сериал завершился 13-й серией, вышедшей в эфир 30 сентября 2023 года.

## Сюжет
После многих лет жизни в Испании, Атеш Арджалы возвращается в родной Стамбул после трагической гибели своего отца и его второй жены. Отец завещал Атешу руководство своей компанией, а вместе с тем — заботу о своих троих детях от второго брака. Кроме того, в жизнь Атеша врывается мошенница Лейла Дэниз, мечтающая найти своих родителей. Лейла нанимается работать няней сестёр и брата Атеша. Несмотря на все свои различия, Атеша и Лейлу многое объединяет: груз прошлого, семейные проблемы и, наконец, любовь.

## Актёры и персонажи
- Керем Бюрсин — Атеш Арджалы
- Хафсанур Санджактутан — Лейла Кёкдал / Арджалы
- Хатидже Аслан — Фюсун Арджалы
- Шериф Эрол — Ильтер Ивджили
- Джемре Эбюззия — Биге
- Назми Кырык — Якуп Дживелек
- Азиз Джанер Инан — Умут Арджалы
- Мине Кылыч — Мерьем Юнус
- Огуджан Арман Услу — Онур
- Дурукан Челиккая — Барыш
- Озгюн Акачча — Мерт
- Лара Аслан — Ыльгаз Арджалы
- Адин Кюльче — Айдос Арджалы
- Арвен Эдже Явуз — Берит Арджалы
- Тайфун Эфе Молла — Кенан
- Эсра Кызылдоган — Фирузе
- Аслы Омаг — Султан